# Ervin Mészáros
Ervin Mészáros (Budapest, 2 aprile 1877 – Budapest, 21 maggio 1940) è stato uno schermidore ungherese, vincitore di una medaglia d'oro ed una di bronzo nella scherma ai giochi olimpici.